# The Millionaire's Double
The Millionaire's Double è un film muto del 1917 diretto da Harry Davenport.

## Produzione
Il film fu prodotto dalla Rolfe Photoplays.

## Distribuzione
Distribuito dalla Metro Pictures Corporation, il film - presentato da B.A. Rolfe - uscì nelle sale cinematografiche USA il 30 aprile 1917.